# 华伦斯坦大街
华伦斯坦大街（Wallensteinstraße）是奥地利首都维也纳的一条街道，是布里吉特瑙区（第20区）的一条主要街道，东西走向，长约1000米。向南三个街区，就是古老的奥花园（Augarten），位于第2区境内。这条街得名于华伦斯坦。

## 位置
华伦斯坦大街开始于多瑙运河上的和平桥（Friedensbrücke），

## 历史
自1869年以来，这条街一直以波希米亚政治家华伦斯坦（1583–1634年）命名。当时，这里仍然属于利奥波德城（第2区）。自 1900 年以后，这条路即属于新成立的20区。
在布里吉特瑙博物馆（Bezirksmuseum Brigittenau），有一幅画描绘了17世纪的华伦斯坦广场。当时，猎人大街（Jägerstraße）与下奎尔巷（Unteren Quergasse）和达姆大街（Dammstraße）在此交汇。远处有一些简单、零散的小屋，以及圣斯蒂芬大教堂（Stephansdom）的尖顶。
在华伦斯坦广场，可以看到城市的发展。广场西侧是威廉时代的简陋的工人住宅，另一侧则以1900年左右的豪华房屋为主。
自1873年以来，马拉电车（Pferdebahn）就在大街上穿行，自1897年以来，维也纳第一条电车线路通车，自1907年起称为5路电车（普拉特斯特恩（Praterstern）到維也納西站）；当时，它连接了维也纳的四个铁路总站：維也納西站（Westbahnhof）、弗朗茨-约瑟夫站（Franz-Josefs-Bahnhof）、維也納西北站（Nordwestbahnhof）、維也納北站（Nordbahnhof）。1928年，31/5路（5路和31路的组合）开通，自1996年称为33路，从约瑟夫城大街地铁站（Josefstädter Straße）到恩格斯广场（Friedrich-Engels-Platz）。

## 建筑
- 华伦斯坦大街14号、克洛斯特新堡大街（Klosterneuburger Straße）转角：作家约瑟夫·罗特（Joseph Roth，1894-1939年）故居。1914年至1916年。当时，他还是身无分文的学生，与母亲住在这所房子里。在加利西亚的家乡已沦为战区。
- 华伦斯坦广场2号、猎人大街（Jägerstraße）38号：药剂师之家。
- 华伦斯坦大街56号：奥花园大楼（Augartenhof）以奥花园（Augarten）命名，离奥花园只有三个街区，建于1896年。立面结构丰富，中间有两个寓言人物，代表贸易和商业。[3]
- 华伦斯坦大街68-70号：公共住宅（Städtische Wohnhausanlage）。

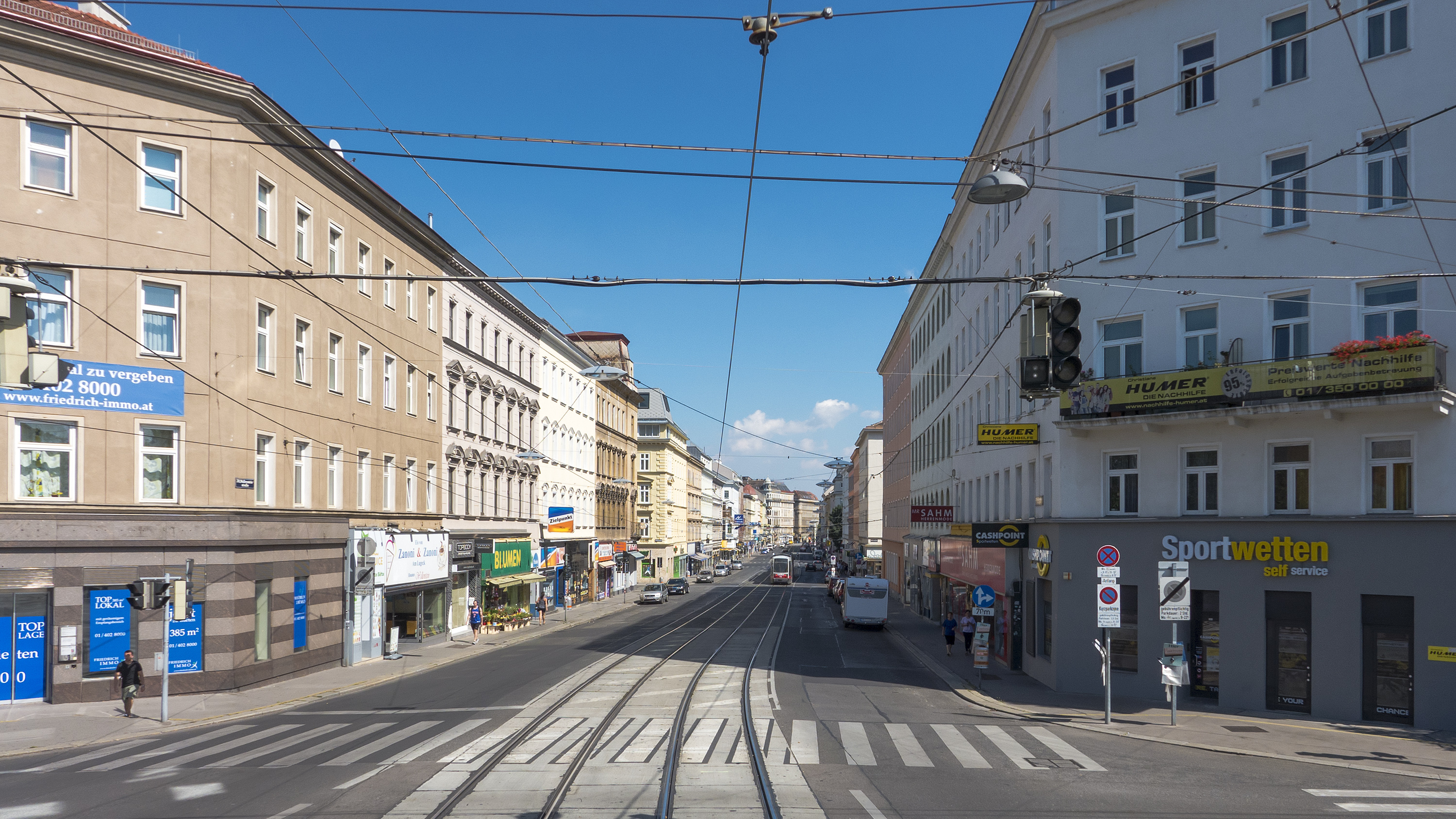
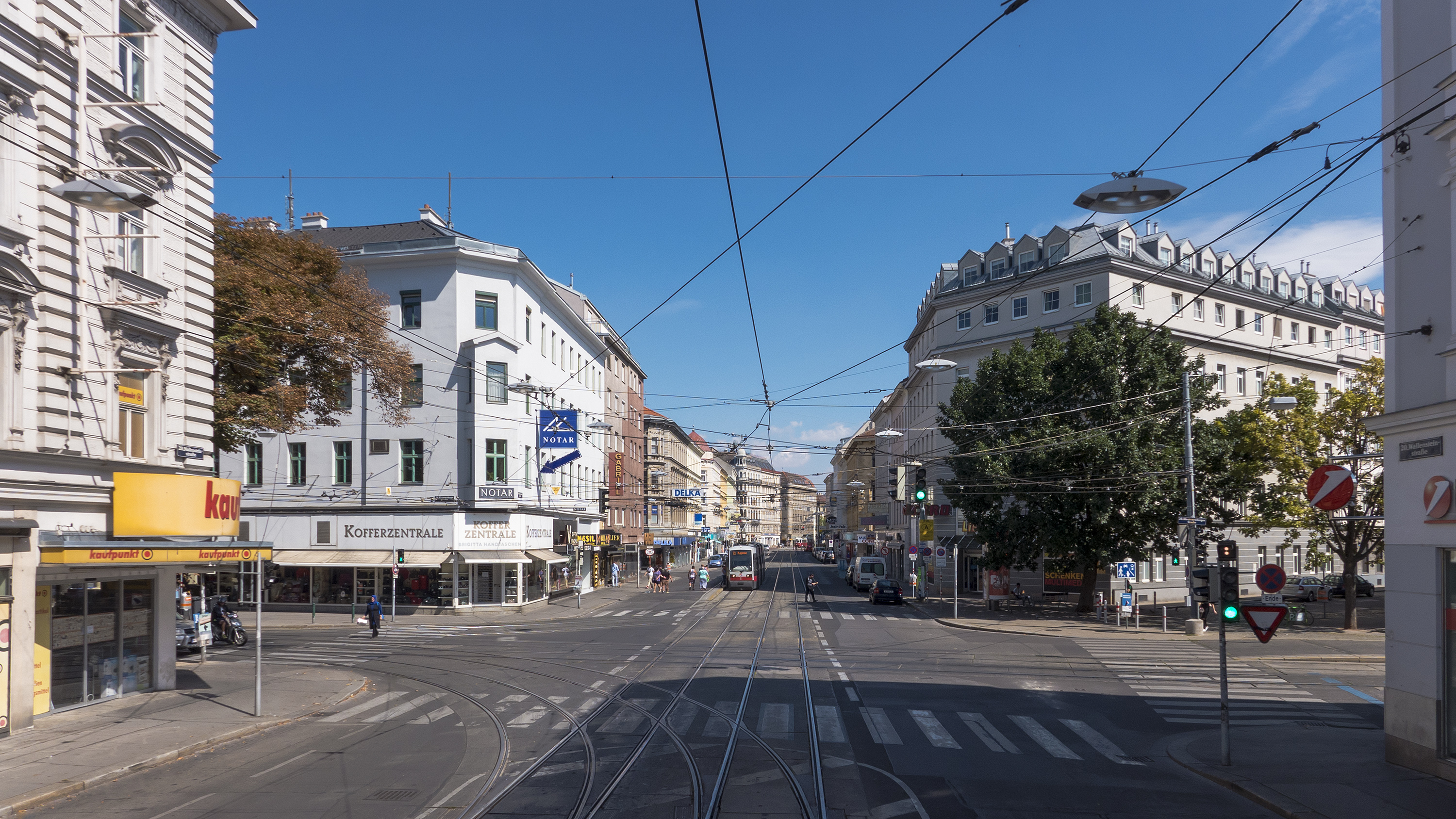
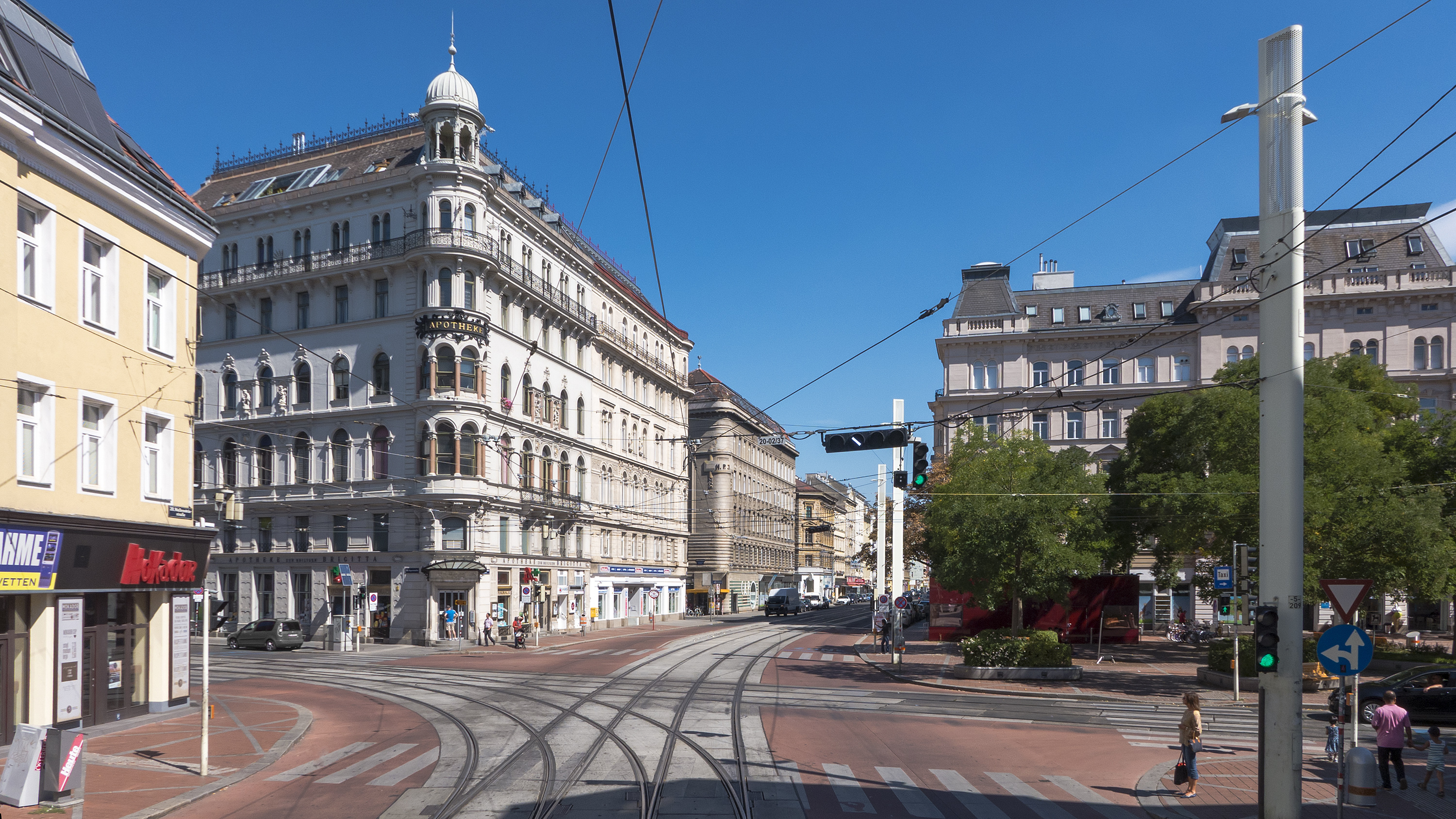
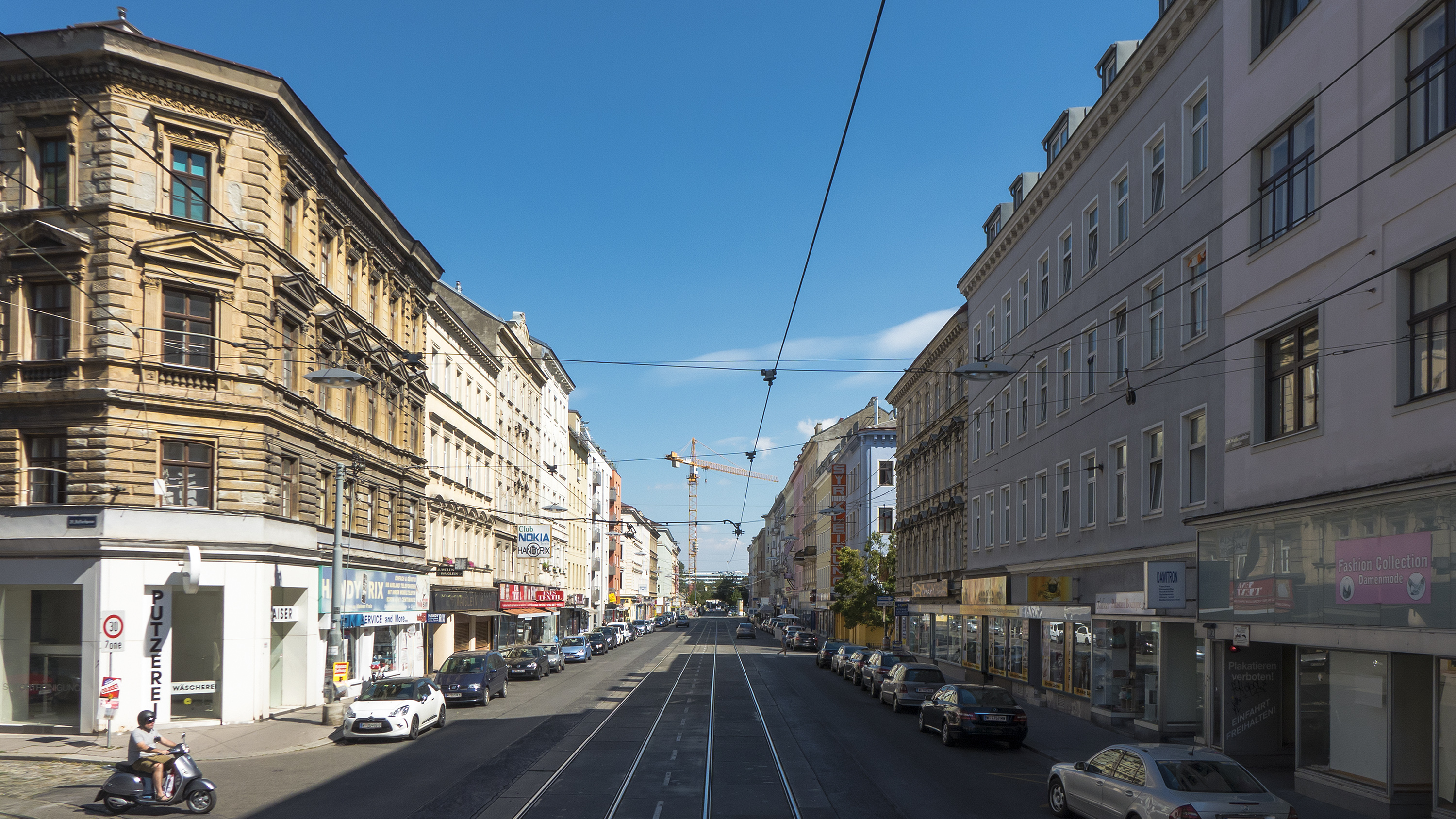
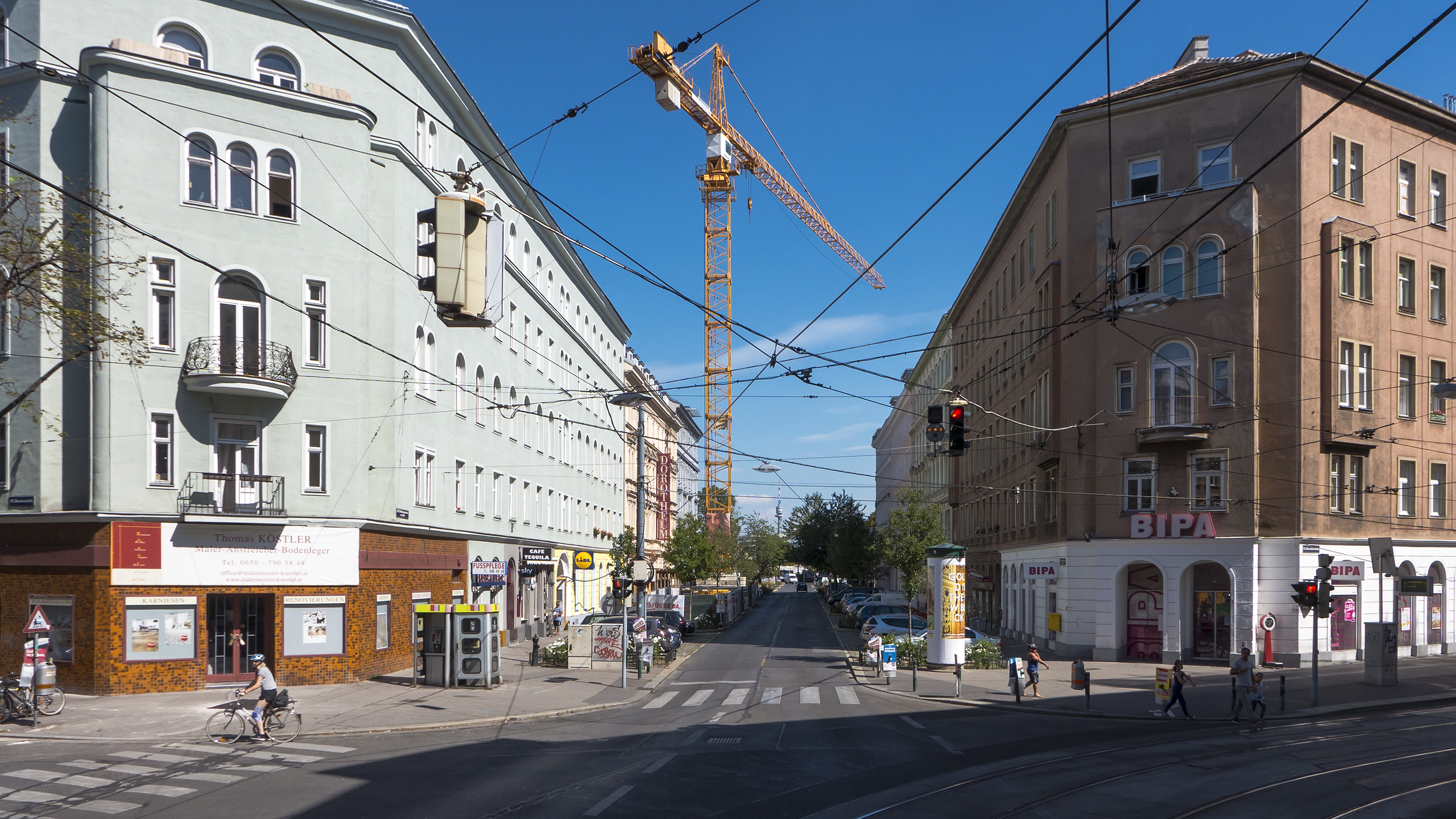
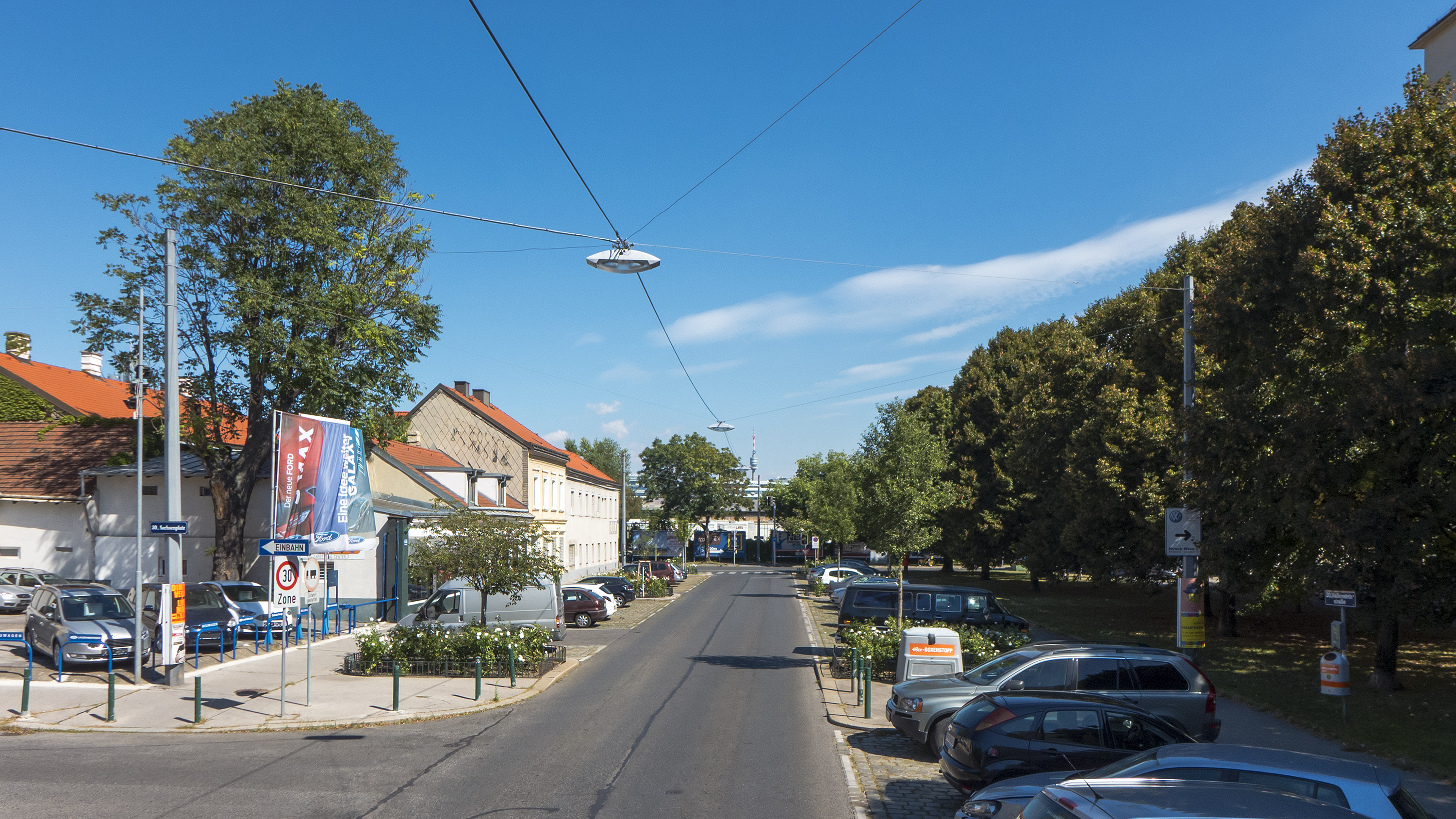